# Elsaß-Lothringische D 12
Das Fahrzeug der Gattung D 12, war eine Tenderlokomotive der Reichseisenbahnen in Elsaß-Lothringen. Sie wurde 1906 mit anderen Typen in der Gattung T 1 zusammengefasst.

## Beschreibung
Das Fahrzeug war für den Einsatz im Nebendienst vorgesehen. Es verfügte über eine außenliegende Allan-Steuerung und Ramsbottom-Sicherheitsventile. Der Wassertank befand sich im Rahmen, und der Regleraufsatz war auf dem Langkessel angebracht.